# 焦庄乡 (西平县)
焦庄乡，是中华人民共和国河南省驻马店市西平县下辖的一个乡镇级行政单位。

## 行政区划
焦庄乡下辖以下地区：
焦庄村、赵海村、朱坑村、王老庄村、席王寨村、大王庄村、金刚村、高庙村、毛寨村和王楼村。

## 交通
- 京广铁路：焦庄站